# Virgil Solis

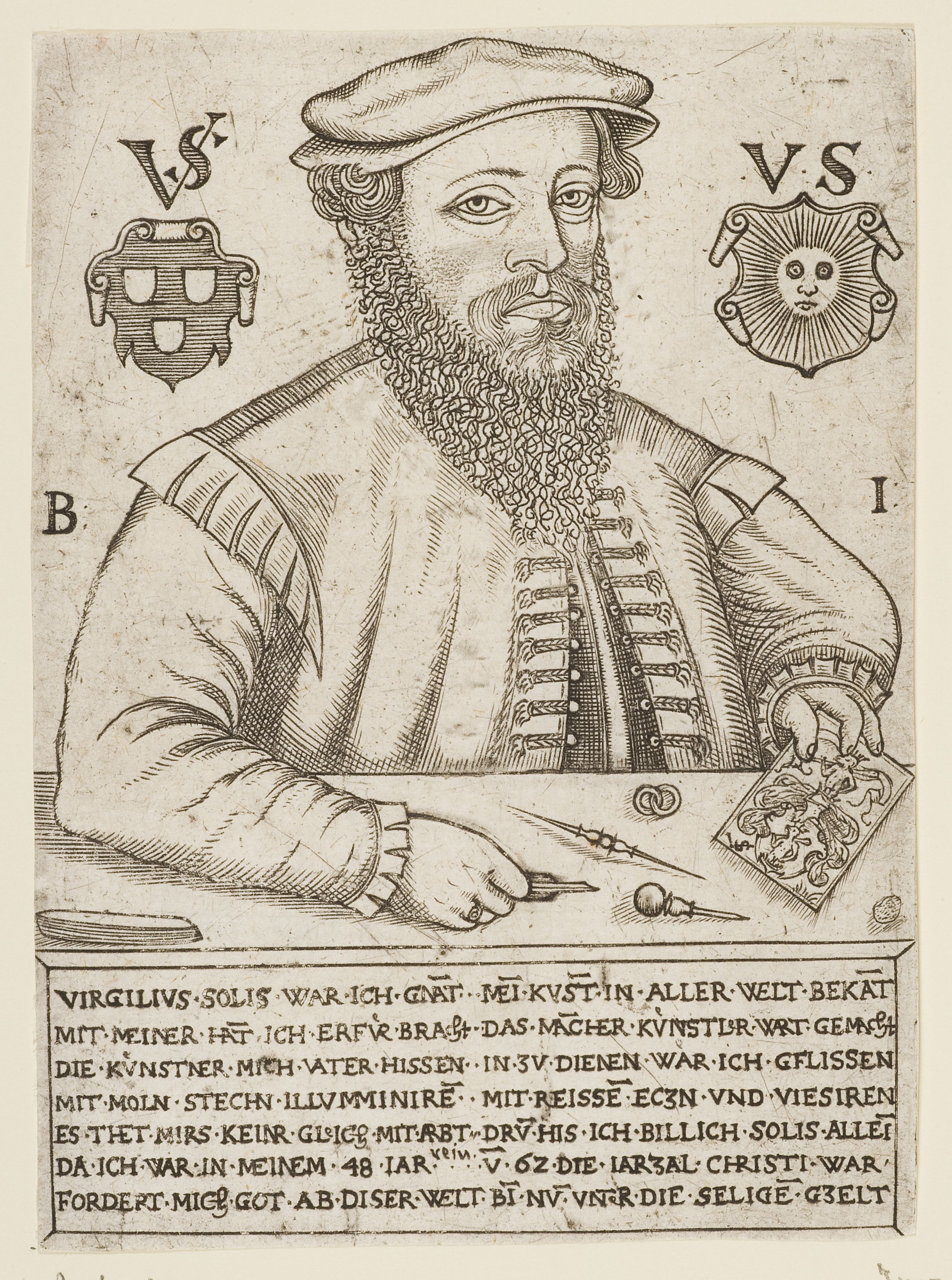
Virgil Solis, von seinem Gesellen Balthasar Jenichen nach seinem Tod porträtiert. Oben links und rechts die von Solis verwendeten Monogramme.

Virgil Solis, auch Virgilius Solis (* 1514 in Nürnberg; † 1. August 1562 ebenda) war ein deutscher Zeichner, Holzschneider und Kupferstecher.

## Leben
Virgil Solis wuchs als Sohn eines zugezogenen Malers in Nürnberg auf. In seiner Gesellenzeit besuchte er sicherlich Augsburg, vielleicht aber auch Zürich und Rom. Letzteres wird vermutet auf Grund seiner Mischung klassizierender und barocker Ornamentik. Er heiratete 1539, wurde 1540 Meister und begann in seiner Werkstatt mit zahlreichen Gesellen, darunter bald auch den eigenen Söhnen, eine ungewöhnliche Produktivität zu entfalten. Sein Gesamtwerk beziffert sich auf 700 Holzschnitte und 1300 Kupferstiche: “An output of over 2,000 prints and drawings.” Aufgrund von Solis’ Vorarbeit und der guten Einarbeitung seiner Helfer konnte die Werkstatt gut zehn Jahre über seinen Tod im Jahr 1562 hinaus immer noch Neues hervorbringen, so die Illustrationen zu Ovids Metamorphosen (183 Holzschnitte) und die illustrierte Lutherbibel (140 Holzschnitte). Sein Monogramm, ein V, in dessen rechten Schenkel ein S verflochten ist, wurde zum Werkstattzeichen über seinen Tod hinaus.

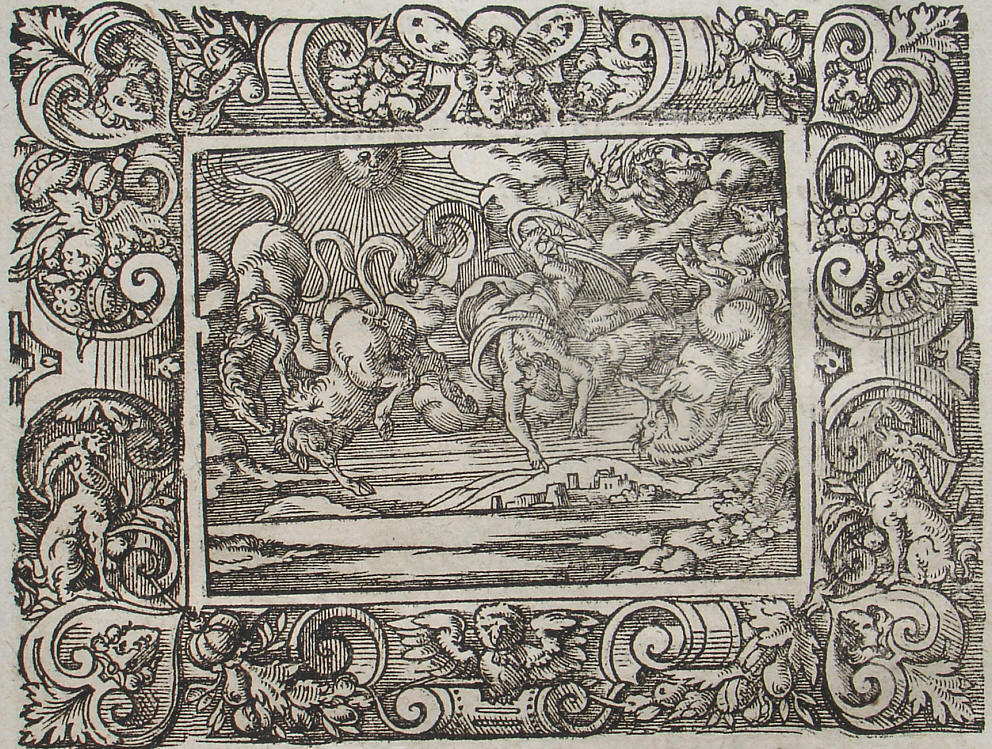
Virgil Solis: Sturz des Phaeton (aus Ovids Metamorphosen). Deutlich voneinander abgegrenzt Bild und Passepartout.

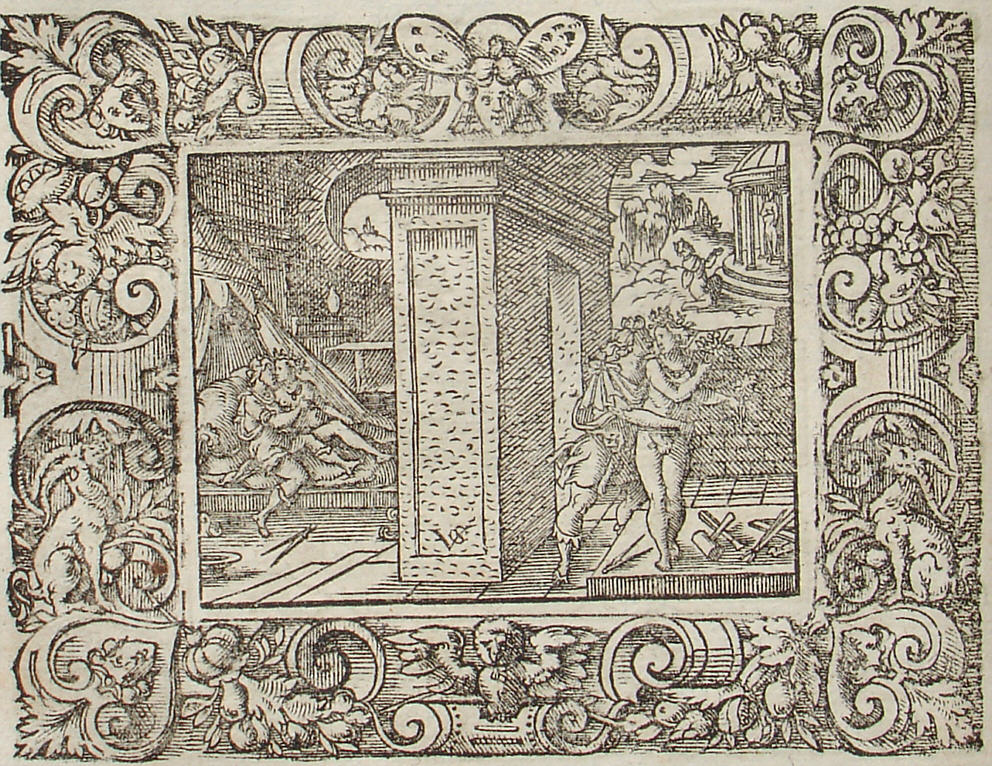
Ins gleiche Passepartout gesetzt: Die Geschichte von Pygmalion – drei Phasen (Gebet zu Venus, Verwandlung der Statue, die beiden werden ein Paar) in einem Bild.

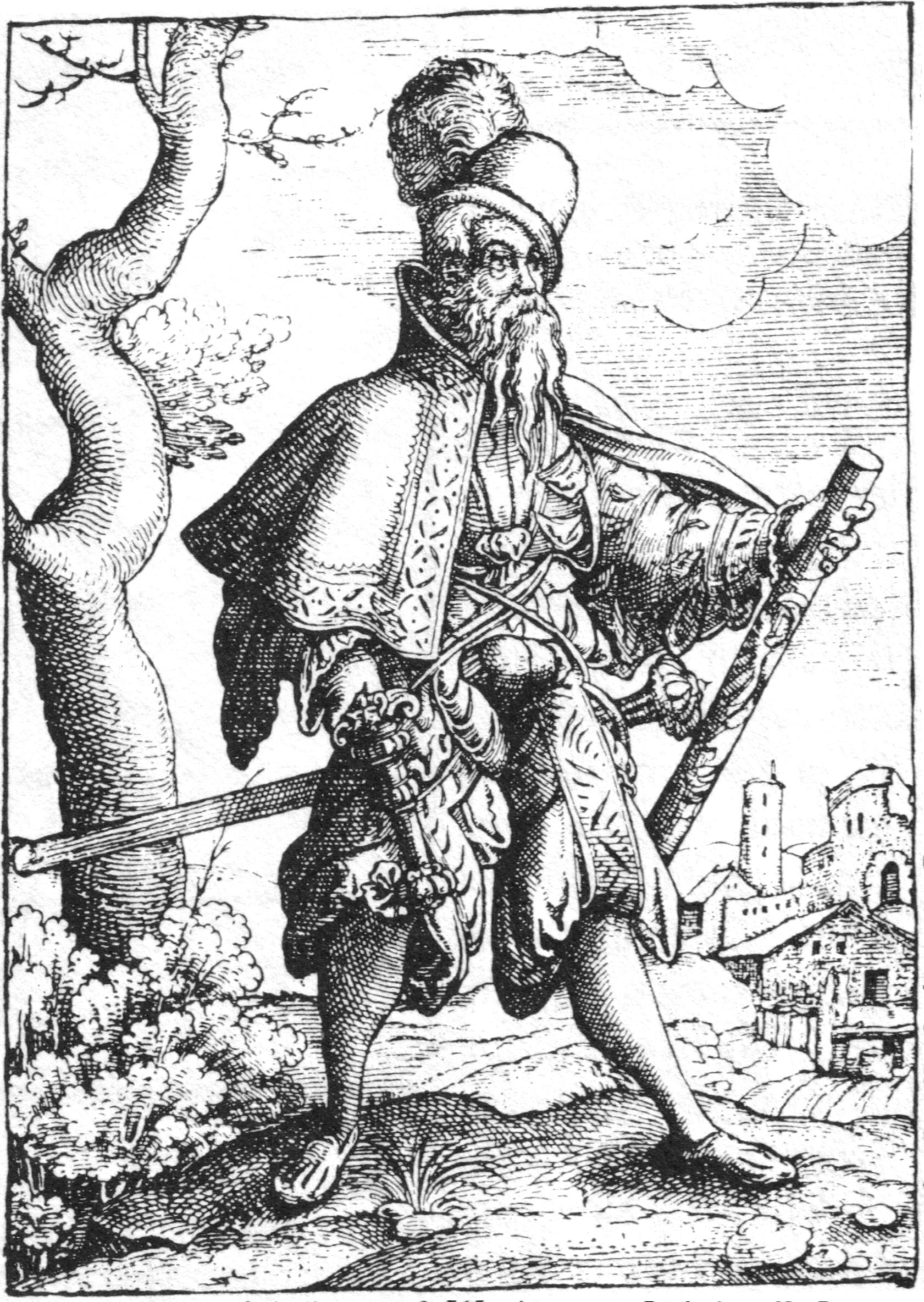
Obrist der Landsknechte (Kupferstich von Virgil Solis)

Um die Fülle seiner Aufträge ausführen zu können, bediente sich Solis zunehmend rationalisierender Maßnahmen. So entwarf er für die 170 Ovid-Illustrationen etwa ein halbes Dutzend Passepartouts, also mit Roll- und Bandwerk, Putten, Tieren und herbalen Elementen gefüllte Rahmen, in die er die verschiedenen Illustrationen einfügte. Für die Fürstenbildnisse zersägte er einen Holzblock und benutzte den unteren Teil dann auch für andere Porträts. Mit dieser seriellen Fertigung erwies sich Solis als geschickter und einfallsreicher Rationalisierer bei der Befriedigung des in der frühen Neuzeit massiv zunehmenden Bildbedarfs.
Durch seine Stichfolgen mit Laub-, Roll- und Bandwerk, Bechern und Gebrauchsstücken wurde Solis zu einem vielkopierten Vorlagenlieferanten für Gold- und Silberschmiede, für Graveure, Ziseleure, Tauschierer und Nielleure, durch seine Illustrationen, durch seine Fürsten- und Söldnerbildnisse, seine heraldischen Sammelwerke, seine zeitüblichen Serien (Planeten, Musen, Temperamente, Jahreszeiten, Monate, Freie Künste usw.), seine Landschaften, Darstellungen von Raritäten, Exlibris und Spielkarten war er einer der bekanntesten, beliebtesten und meistgenutzten Illustratoren seiner Zeit. Mit Recht ließ Balthasar Jenichen seinen Meister deshalb unter dem Porträt sagen:
Ohne Skrupel bediente Solis sich seinerseits berühmter Vorbilder, insbesondere der Holzschnitte Dürers. Aber auch von Hans Sebald Beham, Peter Flötner, Heinrich Aldegrever, Georg Pencz, Martin Schongauer, Hans Brosamer, Francesco Marcolini, Theodor Galle, Hans Holbein dem Jüngeren, Albrecht Altdorfer, Augustin Hirschvogel, Urs Graf, Niklaus Manuel Deutsch, Jacques du Cerceau und Cornelis Floris ließ er sich anregen, wobei er die Vorlagen jeweils selbstständig übertrug. Dabei „schaltete er mit fremdem Gedankengut durchaus frei, variierte die daraus geschöpften Anregungen, gruppierte und komponierte um und machte doch schließlich etwas Neues daraus, dem er seinen Geist einhauchte.“
Mit zunehmendem Arbeitsdruck freilich wuchs auch die Zahl der fremden Hände, derer sich Solis bedienen musste, um alle Aufträge termingerecht zu erfüllen. Nach seinem Tod zehrte die Werkstatt noch lange von seinen Vorlagen und gutem Namen, zumal die Witwe den Gesellen Balthasar Jenichen geheiratet hatte. Zum eigentlichen Erben und Nachfolger aber wurde Jost Ammann, der ein Jahr vor Solis’ Tod nach Nürnberg gekommen war und sich dort dauerhaft niederließ.

## Auktionen
- 1825 in Nürnberg: 1570 aus der Werkstatt † Virgil Solis: „In einer reichen Einfassung mit Figuren und Wappen verzieret, stehet im Vordergrund einer Landschaft der Heiland am Kreuz, an dessen Stamm knieen zur Linken, Caspar Nützel (Rath Kaisers Carl V.) nebst seinen fünf Söhnen. Zur …“[4]

## Werke (Auswahl)
- Etlicher gutter conterfectischer Laubwerck Art. 1553 (Vorlagen für Treib- und Punzarbeit der Goldschmiede).
- Passio vnsers Herren Jhesu Christi. Aus den vier Evangelisten gezogen etc. Valentin Geyssler, Nürnberg 1553.
- Wappenbüchlein. Zu Ehren der Römischen Kayserlichen vnd Küniglichen Majestäten, auch Bäbstlichen Heyligkeit, sambt anderen der furnemsten auslendischen Königreicher [sic] […], Nürnberg ca. 1555 (Digitalisat).
- Biblia, das ist die gantze Heylige Schrifft Teutsch D. Mart. Lut. Verlag von Sigmund Feyerabend, Frankfurt am Main 1560 (Digitalisat).
- P. Ovidii Metamorphosis Oder: Wunderbarliche unnd seltzame Beschreibung von der Menschen, Thiern und anderer Creaturen Veränderung etc., allen Poeten, Malern, Goldschmiden, Bildhauwern und Liebhabern der edlen Poesi und fürnembsten Künsten nützlich und lustig zu lesen. Sigmund Feyerabend, Frankfurt am Main 1563 / 1581 (Digitalisat der 183 Illustrationen).